# ماریتزا
ماریتزا با نام کامل ماریتزا، موسوم به اسماگلِر مدونا (آلمانی: Marizza, genannt die Schmugglermadonna) یک فیلم صامت در سبک درام به کارگردانی فریدریش ویلهلم مورنائو است که در سال ۱۹۲۲ منتشر شد.
هیچ نسخه‌ای از این فیلم باقی نمانده است، اگرچه «سینه‌تک ناسیونال»، بخشهای کوتاهی از حلقهٔ اول فیلم را در اختیار دارد.

## بازیگران
- ماریا فورسکیو
- گرتا شرودر
- آدله سندروک
- هری فرانک
- هاینس هانریش فون تواردوفسکی
- لئونارد هسکل
- آلبرشت ویکتور بلوم
- مکس نِمتز
- تونی زیمه‌رر